# موجز علم الأحياء الخلوي

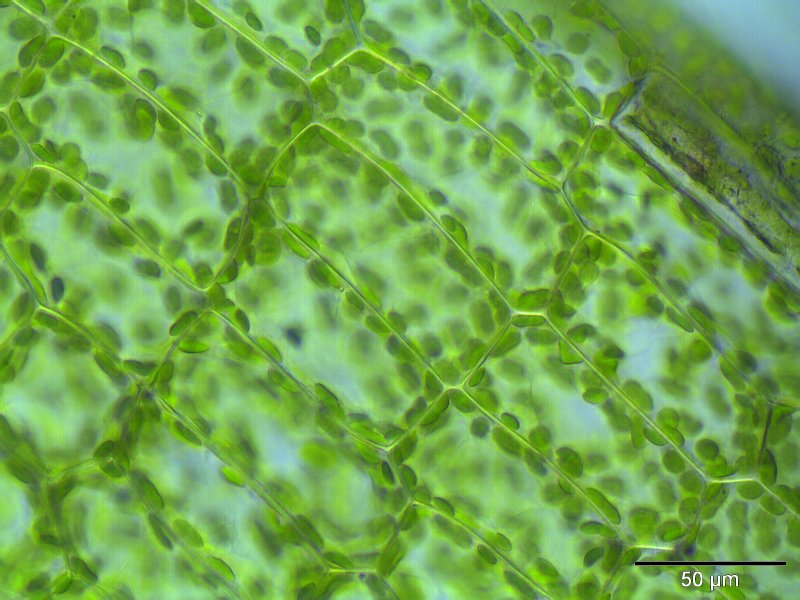
Light صورة مجهرية of a moss's leaf cells at 400X تكبير

بيولوجيا الخلية هي فرع من فروع العلوم الحياتية التي تشمل دراسة الخلية التي تتعلق بخواص أعضاء جسم الخلية وبنيتها ووظيفتها. أعضاء الخلية تتضمن تفاعلات مع بيئتها من خلال دورة حياتها وانقسامها وموتها، وتم معرفة هذه العمليات من خلال المجهر والمستوى الجزيئي. يمتد بحث بيولوجيا الخلية إلى كل من التنوع الكبير للكائنات آحادية الخلية مثل البكتيريا ، والخلايا المعقدة في الكائنات متعددة الخلايا مثل الإنسان.

## خلاصة بيولوجيا الخلية
الخلية هي وحدة البنية الوظيفية لجميع الكائنات الحية المعروفة . وهي تصنف كأصغر وحدة للكائنات الحية وهي بناء لحجر أساس الحياة .
نظرية الخلية : هي تتضمن أن جميع الكائنات تتألف من خلية واحدة أو أكثر .
بيولوجيا الخلية : وهي دراسة الخلية .
انقسام الخلية : عملية تنقسم فيها خلية الأم إلى خليتين جديتتين أو أكثر .
التنفس الخلوي : هي التفاعلات الأيضية والعمليات التي تحدث في الخلية أو عبر غشاء الخلية لتحويل الطاقة الكيميائية الحيوية من جزيئات وقود إلى ثلاثي فوسفات الادينوسين (ATP) ومن ثم اطلاق نفايات الخلية للخارج .
طبقة الدهون المزدوجة : غشاء يتكون من طبقتين من جزيئات الدهون ( غالباً دهون فسفورية ) وطبقة الدهون المزدوجة تعتبر مكون خطر لغشاء الخلية.

## أنواع الخلايا
1- خلايا حقيقية النواة : الكائنات الحية التي يتم تنظيم خلاياها في هياكل معقدة داخل الأغشية بما فيها : النباتات والحيوانات والفطريات .
2- كائنات بدائية النواة : هم مجموعة من الكائنات الحية تفتقر خلاياها إلى نواة الخلية المرتبطة بالغشاء أو أي عضيات أخرى مرتبطة بالغشاء بما فيها : البكتيريا .